# Liban na World Games 2017
Liban na World Games 2017 reprezentowany był przez dwóch zawodników w dwóch konkurencjach. Nie zdobyli oni żadnego medalu. 

## Zawodnicy

### Boks tajski
| Sportowiec   | Kategoria | ćwierćfinał | ćwierćfinał | półfinał        | półfinał | o 3. miejsce  | o 3. miejsce | Miejsce |
| Sportowiec   | Kategoria | przeciwnik  | wynik       | przeciwnik      | wynik    | przeciwnik    | wynik        | Miejsce |
| ------------ | --------- | ----------- | ----------- | --------------- | -------- | ------------- | ------------ | ------- |
| Ahmad Ondash | 63,5 kg   | Jan Holec   | 30:27       | Igor Liubchenko | 9:10     | Oskar Siegert | 9:10         | 4.      |

### Ju-jitsu
| Sportowiec   | Kategoria      | ćwierćfinał        | ćwierćfinał | Miejsce |
| Sportowiec   | Kategoria      | przeciwnik         | wynik       | Miejsce |
| ------------ | -------------- | ------------------ | ----------- | ------- |
| Daniel Hilal | Ne-Waza, 69 kg | Haidar Razza Abbas | 0: 2        | 5-8.    |